# Heusden-Zolder
Heusden-Zolder es un municipio localizado en la provincia belga de Limburgo, cerca de Hasselt. El 1 de enero de 2018 Heusden-Zolder tenía una población total de 33.406 habitantes. El área total es 53,23 km² que da una densidad de población de 628 habitantes por km².
El Circuito de Zolder, construido en 1963, ha albergado numerosas competiciones internacionales de automovilismo y ciclismo, incluyendo el Gran Premio de Bélgica de Fórmula 1 durante las décadas de 1970 y 1980, el Campeonato Mundial de Ciclismo en Ruta de 2002, y una fecha anual de la Copa del Mundo de Ciclocrós.

## Demografía

### Evolución
Todos los datos históricos relativos al actual municipio, el siguiente gráfico refleja su evolución demográfica, incluyendo municipios después de efectuada la fusión el 1 de enero de 1977.
| Gráfica de evolución demográfica de Heusden-Zolder entre 1846 y 2020 |
|                                                                      |